# Антитеза
Антите́за, антите́зис (от др.-греч. ἀντίθεσις «противопоставление») — риторическое противопоставление, стилистическая фигура контраста в художественной или ораторской речи, заключающаяся в резком противопоставлении понятий, положений, образов, состояний, связанных между собой общей конструкцией или внутренним смыслом.

## Антитеза в литературе
Фигура антитезы может служить принципом построения для целых поэтических пьес или отдельных частей художественных произведений в стихах и прозе. Например, у Петрарки имеется сонет (перевод Верховского Ю. Н.), целиком построенный на антитезе:

И мира нет — и нет нигде врагов;

Страшусь — надеюсь, стыну и пылаю;

В пыли влачусь — и в небесах витаю;

Всем в мире чужд — и мир обнять готов.

У ней в плену неволи я не знаю;

Мной не хотят владеть, а гнёт суров;

Амур не губит и не рвёт оков;

И жизни нет конца, и мукам — краю.

Я зряч — без глаз; нем — вопли испускаю;

И жажду гибели — спасти молю;

Себе постыл — и всех других люблю;

Страданьем — жив; со смехом я — рыдаю;

И смерть и жизнь — с тоскою прокляты;

И этому виной, о донна, — ты!

Описания, характеристики, особенно так называемые сравнительные, часто строятся антитетически.
Например, характеристика Петра Великого в «Стансах» Пушкина А. С.:

То академик, то герой,

То мореплаватель, то плотник…
— Пушкин А. С. Стансы
Резко оттеняя контрастные черты сопоставляемых членов, антитеза именно благодаря своей резкости отличается слишком настойчивой убедительностью и яркостью (за что эту фигуру так любили романтики). Многие стилисты поэтому относились к антитезе отрицательно, а с другой стороны, заметно пристрастие к ней у поэтов с риторическим пафосом, как например у Гюго или Маяковского:

Наша сила — правда,

ваша — лаврьи звоны.

Ваша — дым кадильный,

наша — фабрик дым.

Ваша мощь — червонец,

наша — стяг червонный.

Мы возьмём,

займём

и победим.

Симметричность и аналитический характер антитезы делают её весьма уместной в некоторых строгих формах, как, например, в александрийском стихе, с его ясным членением на две части.
Резкая ясность антитезы делает её также весьма пригодной для стиля произведений, которые стремятся к непосредственной убедительности, как, например, в произведениях декларативно-политических, с социальной тенденцией, агитационных или имеющих моралистическую заданность и т. п. Примерами могут служить:

Пролетариям нечего в ней терять кроме своих цепей. Приобретут же они весь мир.
— Манифест коммунистической партии

Кто был никем, тот станет всем!
— Интернационал
Антитетическая композиция часто наблюдается в социальных романах и пьесах при контрастном сопоставлении жизни различных классов (например: «Железная пята» Дж. Лондона, «Принц и нищий» Марка Твена и т. п.); антитеза может лежать в основе произведений, рисующих нравственную трагедию (например: «Идиот» Достоевского) и т. п.
В этом социальном ключе приём антитезы весьма своеобразно использовал Некрасов Н. А. в первом стихотворении из цикла «Песни»:

У людей-то для щей — с солонинкою чан,

А у нас-то во щах — таракан, таракан!

У людей кумовья — ребятишек дарят,

А у нас кумовья наш же хлеб приедят!

У людей на уме — погутарить с кумой,

А у нас на уме — не пойти бы с сумой?